# DDD (小说)
DDD(英語：Decoration Disorder Disconnection)为日本轻小说家奈须蘑菇的轻小说作品。插画师为小山广和。标题直译为“装饰、混乱、切断”。

## 概要
创作《月姬》和《Fate/stay night》等作品的TYPE-MOON的剧本作家奈须蘑菇的传奇小说。讲谈社出版。《浮文誌》Vol.3（2004年7月发售）开始不定期连载。角色设计以及插画担当为同社的小山广和。本作是TYPE-MOON第一次没有武内崇参与的商业作品。
本作品描绘的是“恶魔附身”的故事，尽管有恶魔登场，但没有奈须蘑菇作品中常见的魔法的概念。因此《DDD》是与《月姬》和《Fate/stay night》世界观不同的一部作品。另外，作品中的年号记法也是一大特征。
单行本上确认的标题有“Malion in day dream”、“H-RED-B”、“S.Peeping Beauty”、“.D.D.D”。
奈须蘑菇在书评杂志《达·芬奇》的采访中曾宣布预定全三部，而后在自己的主页“竹箒”（页面存档备份，存于）上更正为全四卷，并称预计2007年内完结，第三卷将在来年（2008年）发售。然而此后一直没有续篇的消息。
2010年7月13日发售的讲谈社漫画BOX AMASIA中刊载了《DDD》的番外篇《宙之外》。同时刊载了榎本俊二的同作漫画版。

## 故事
不仅感染者的精神而且肉体都改变的怪病，俗话中“恶魔附身”不断蔓延的世界。
失去左手的男人，拄着石杖，裹着漆黑的假手假腿，有意识所虚构的触觉是滋生同质性怪物的温床，追寻奇妙的“恶魔附身”。

## 人物
石杖所在
本文男主角，在月见里朋里发作的夜晚被自己的妹妹（石杖火铊）吃掉了左臂，但由于心中认定左臂依旧存在，而无法安装义肢。为了寻找可用义肢找到了迦辽海江，从而开始了“除魔”的行动。与贯井未早和雾栖弥一郎关系很好，经常带着他们一起行动。
迦辽海江
石杖火铊
月见里朋里
贯井未早
户马的
久织巻菜
久织伸也
雾栖弥一郎
日守秋星
扶桑雪绪

## 出版信息
DDD1 ISBN 978-4-06-283609-8
1.JtheE.（Junk the Eater）（浮文誌 Vol.3）
2.HandS.（R）（hands）（浮文誌 Vol.6 SIDE-A）
2.HandS.（L）（Hide and Self）（浮文誌 Vol.6 SIDE-B）
3.formal hunt.（新作）
DDD2 ISBN 978-4-06-283633-3
1.S.VS.S-1（Sinker vs Slugger-1）（新作）
1.S.VS.S-2（Sinker vs Slugger-2）（新作）
2./FOMALHAUT（新作）
3.Ｖt.in day dream．（新作）
3/16事件 ISBN 978-4-06-283761-3
宙の外（漫画BOX AMASIA）